# クロエ出版
有限会社クロエ出版（くろえしゅっぱん）は、東京都豊島区に本社を置く2003年に設立された出版社。
主に漫画の編集・出版を行っており、定期刊行物としては「エロ」成人向け漫画雑誌『COMIC真激』がある。
漫画賞として「真激新人賞」を主催（不定期・年4回程度）。

## 出版物

### 雑誌
- COMIC真激：2007年5月号 - （ティーアイネットから移管）

### 単行本レーベル
- 真激COMICS